# Héraclite
Pour les articles homonymes, voir Héraclite (homonymie).
 (octobre 2022).
 (13 août 2023).
- Si vous ne connaissez pas le sujet, laissez ce bandeau (vous pouvez alors contacter les auteurs).
- Si vous supprimez le contenu mis en cause (vous pouvez préalablement contacter les auteurs),

argumentez précisément cette suppression dans la page de discussion
(un manque de référence n'est pas un argument ; une recherche réelle de référence doit avoir été effectuée, être formellement documentée).
Héraclite d'Éphèse (en grec ancien Ἡράκλειτος ὁ Ἐφέσιος / Hêrákleitos ho Ephésios) est un des principaux philosophes grecs dits présocratiques.
Nous ne savons presque rien de sa vie, sinon qu’il vécut à Éphèse vers 500 av. J.-C., et ne connaissons sa philosophie qu’à travers les auteurs anciens qui, du IVe siècle av. J.-C. jusqu’à la fin de l’Antiquité, l’ont cité et notamment les plus éminents d’entre eux, Platon, Aristote, Lucrèce, Sénèque, Plutarque, Sextus Empiricus, Marc-Aurèle, Diogène Laërce, Plotin et d’autres.
Ses citations, peu nombreuses, environ une centaine, le plus souvent des formules brèves, souvent de style énigmatique à la manière des oracles, ont été rassemblées sous le terme de Fragments par les érudits (Bywater, Oxford, 1877, Diels, Berlin, 1903, 1912, 1922, Diels-Kranz, Berlin, 1934, Marcovich, Florence, 1978, Marcel Conche, France , 1987) qui ont examiné le contexte des œuvres dans lesquelles le mot ou la phrase d’Héraclite apparaissait, discuté leur authenticité et les ont classées. Des travaux récents révèlent qu'Héraclite n'est ni un « skoteinos » ni un philosophe du changement.
On retient généralement d’Héraclite sa philosophie du devenir à travers ses citations devenues célèbres (Πάντα ῥεῖ / 'Panta rhei' « Tout passe » et « On ne peut entrer deux fois dans le même fleuve »), son relativisme (« Le plus beau des singes est laid » en comparaison d'une autre espèce) et sa théorie de la contrariété (« La contrariété est avantageuse », « La plus belle harmonie naît des différences », « Toutes choses naissent de la discorde »).

## Biographie
On ne sait presque rien de la vie d’Héraclite. La principale source biographique est la notice de Diogène Laërce, écrite près de huit siècles après la mort du philosophe, mais sa notice est surtout un portrait caractérologique, déjà sous l’emprise de la tradition qui fait d’Héraclite le plus solitaire des philosophes, sans guère de précisions biographiques :

« Héraclite, fils de Boson ou, selon certains, d’Héracôn, citoyen d’Éphèse. Il atteignit sa pleine maturité pendant la soixante-neuvième Olympiade [504-501]. C’était un homme d’esprit hautain plus que tout autre orgueilleux et méprisant, comme le montre clairement son livre, dans lequel il affirme « l’érudition n’enseigne pas l’intelligence »… Il fut dès sa jeunesse un sujet d’étonnement. Étant jeune, il disait ne rien savoir, mais devenu adulte qu’il savait tout. Il ne fut le disciple de personne, il disait qu’il avait cherché lui-même et qu’il avait tout appris par lui-même…Le livre qu’on lui attribue traite d’un bout à l’autre de la nature, mais il est divisé en trois parties : sur le monde, sur la politique et sur la théologie. Il le disposa en offrande sur l’autel d’Artémis, après l’avoir écrit en termes obscurs à dessein, dit-on, afin que seuls des gens capables pussent le lire et de peur qu’un style ordinaire ne le rendît méprisable »

Outre cette notice, on dispose d’un autre témoignage encore plus lacunaire. Clément d’Alexandrie dans ses Stromates (I , 65,4) nous apprend, sans que l’on sache le rang social d’Héraclite, ni la part qu’il prit aux activités de sa cité, que :

« Héraclite, fils de Blyson, détermina le tyran Mélancolas à abdiquer, et ne daigna pas écouter le roi Darius qui l’invitait à venir en Perse. »

Éphèse, cité ionienne, particulièrement florissante aux VIe et Ve siècles av. J.-C., a changé de régime politique du vivant d’Héraclite, en faveur d’une constitution démocratique, soutenue alors par la Perse. Il semble qu’Héraclite n’ait pas été favorable à ce changement, sans que l’on en sache beaucoup plus.
Quant au livre d’Héraclite dont parle Diogène Laërce, les renseignements manquent, mais on peut désormais exclure que l’ouvrage en question ne soit qu’un simple recueil de sentences ou d’opinions héraclitéennes. En effet, la découverte récente d'un papyrus d'Oxyrhinchos transmet une scholie astronomique en commentaire d'Homère, qui mentionne une observation versifiée sous le nom d'Héraclite concernant les phases lunaires. Ce témoignage prouve que son ouvrage traitait bien aussi de la nature, hormis l'éthique et la politique. Dans son ouvrage, Héraclite dissertait donc de cosmologie, d'astronomie et non de simples maximes à portée morale.
Les fragments de l'ouvrage d’Héraclite sont le plus souvent des formules brèves, des énigmes qui l’ont fait désigner comme « l’Obscur » (ho skoteinos) par les auteurs anciens. Dès le IVe siècle avant J.-C., la tradition fait de lui un solitaire, voire un misanthrope, qui ne veut pas satisfaire aux exigences de la vie en communauté. Dans la comédie de Lucien de Samosate, les Philosophes à l’encan (IIe siècle après J.-C.), qui fait défiler tous les philosophes grecs sur l’estrade d’un marchand d’esclaves, il est « l’homme qui pleure » à côté de Démocrite qui est « l’homme qui rit » et reste invendu.

« L’Acheteur : Ce sont des énigmes que tu proposes, dis donc ? Ou bien des devinettes que tu fabriques ? Rien de ce que tu dis n’est clair.
Héraclite : C’est qu’en rien je ne me soucie de vous.
L’Acheteur : Alors nul non plus ne t’achètera parmi les gens sensés. »

## Le traitéSur la nature

### Le texte
Il reste entre 140 et 152 fragments du texte d'Héraclite, qui nous est connu à travers les citations qu'on a trouvées chez divers auteurs, de Platon (IVe siècle av. J.-C.) à Albert le Grand (XIIIe siècle) en passant par Diogène Laërce (IIIe siècle). En 1903, Hermann Diels édite pour la première fois l'ensemble des fragments, un travail qui est revu dans les années 1930 par Walther Kranz. Une des principales questions qui continue à faire débat est de savoir si nous sommes en présence de fragments d'un livre unique ou de véritables aphorismes. D'après Diogène Laërce, l'ouvrage d'Héraclite aurait été composé de trois parties : Sur le tout ou Sur l'univers (en grec ancien Περὶ φύσεως), Sur la politique et Sur la théologie. Selon Jean-François Pradeau, cette division thématique devenue traditionnelle relève cependant d'un anachronisme basé sur des divisions scolaires datant de la période hellénistique. Il se pourrait que cette répartition provienne partiellement d'une source stoïcienne.
On constate ainsi que les reconstructions des fragments ont commencé très tôt, sans doute en raison de l'obscurité de certaines parties de son discours.
On suppose ainsi raisonnablement en suivant les Anciens, qu'Héraclite écrivit un seul et unique livre en vers en partie énigmatique. Certes, l'encyclopédie médiévale de la Souda note qu'« Héraclite écrivit beaucoup d'ouvrages dans un style poétique », mais cette dernière indication est évidemment très incertaine. Ce livre, dont l’existence a parfois été remise en cause d'une manière très hypothétique, en contradiction avec des témoignages antiques pourtant très fiables comme ceux d'Aristote, ou de Théophraste. Cet ouvrage était écrit en ionien, la langue d’Héraclite ; il était connu sous le titre Sur la nature (Περὶ φύσεως / Perì phýseôs). Mais on le connaît également sous le titre de Mousai (les Muses, terme vague qui semble provenir originellement de Platon). Le découpage de cet ouvrage en trois parties thématiques, cosmologie, discours politique et théologie, semble assez souvent correspondre avec les différents fragments qui nous restent.

### Lettres apocryphes
Il existe également des lettres attribuées à Héraclite, mais qui sont apocryphes. Elles ont été rédigées par des rhéteurs influencés par la tradition cynico-stoïcienne. Il s'agit d'exercices d'école de rhétorique qui s'étalant du Ier siècle av. J.-C. au IIIe siècle ap. J.-C., d'inspiration purement rhétorique ou cynico-stoïcienne. Seules les premières lettres de ce catalogue semblent conserver quelques échos réels tirés de la vie et de l'œuvre originelle d'Héraclite (obscurité, son mépris de ses contemporains, son dédain à l'égard du roi de Perse, etc.). Sans doute un examen précis de ces lettres permettrait-il de retrouver quelques informations crédibles pour en apprendre plus sur la figure historique de ce philosophe.
On apprend dans ces lettres que certaines parties de son ouvrage Sur la nature étaient peu compréhensibles, mais aussi que l'ouvrage développait la thématique de la « droite conduite de la vie ».
Cependant, il est difficile de retrouver un fond doctrinal authentique. Ainsi, dans une autre de ces lettres (la IV), Héraclite défend Hermodore d'Éphèse, puis fustige ses contemporains qui n'ont pas compris que la divinité ne peut vivre que dans le Monde, et non dans un édifice fait de mains d'hommes. Mais cette lettre IV semble être une diatribe cynico-stoïcienne rédigée par un écrivain païen du Ier siècle ap. J.-C. Une autre lettre mentionne la thématique de religion cosmique (dont les stoïciens furent de grands promoteurs). Dans d'autres lettres, on trouve des éléments sur Hermodore, l'ami du philosophe qui semble avoir été exilé d’Éphèse, et des propos sur les bonnes lois pour des hommes savants (c'est-à-dire non esclaves de leur médiocrité intellectuelle). On y lit aussi une critique d'Homère concernant ses propos sur les Érinyes (une allusion remarquable à l'œuvre d'Héraclite).

### Hypothèses sur l'œuvre

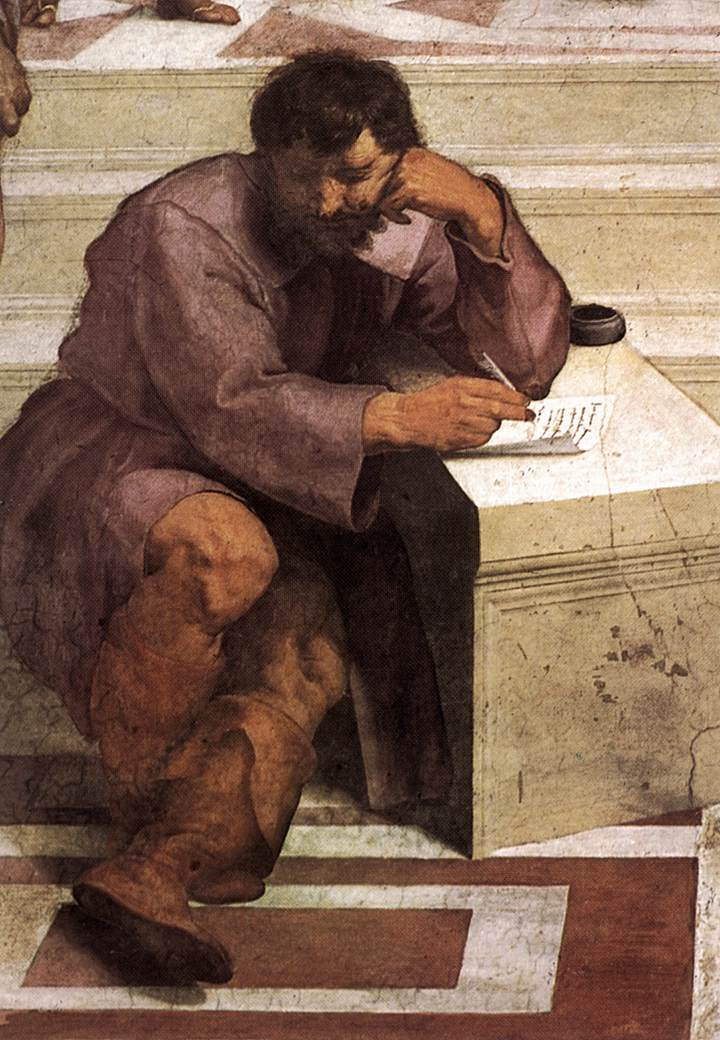
« Héraclite l'Obscur », détail de L'École d'Athènes de Raphaël, 1509.

Héraclite aurait déposé son œuvre sur l'autel d'Artémis, dans le temple d Artémis à Éphèse. On peut voir dans ce geste la volonté de mettre son œuvre écrite dans un lieu sûr de sa région natale, pour éviter qu'elle ne soit perdue. Héraclite est en effet, avec Anaximandre, l'un des plus anciens auteurs à mettre par écrit des textes en prose. Peut-on aussi y voir un geste d'une générosité calculée ? Car située à la frontière entre le monde civilisé et le monde sauvage, Artémis aurait ainsi pu en faire bon usage, elle qui préside à l'initiation des adolescents et des animaux.
L'hypothèse que son ouvrage ait été déposé dans ce temple pour à la fois garantir sa valeur et assurer sa renommée, semble très probable. Il existe d'ailleurs une anecdote qui raconte que l'on pouvait voir Héraclite jouer avec des enfants sur le parvis du temple, au lieu de s'occuper de la politique de la cité d’Éphèse.
En effet, Héraclite était membre de la plus puissante famille aristocratique d’Éphèse selon le témoignage d'Antisthène de Rhodes (cité par Diogène Laërce) et donc pour lui, accéder au sanctuaire principal de sa cité parait chose aisée. De plus, mettre sous le patronage d'une divinité son œuvre correspondrait bien à la haute idée qu'il semble avoir eue de son ouvrage. Enfin, il s'agit d'un moyen prestigieux de diffuser son œuvre (on sait qu'Euripide viendra lire et mémoriser, sur place cet ouvrage avant de le retranscrire et le diffuser à Athènes ; selon le témoignage sûr de Diogène Laërce).
Il est probable que cet ouvrage était mis à disposition dans une annexe située dans le périmètre du temple (de telles annexes existaient près des temples antiques prestigieux pour conserver les archives du lieu de culte (liste et activité des prêtres (par exemple les mégabyzes, prêtres eunuques du sanctuaire d’Artémis à Ephèse), registres des actes d'évergétisme de riches donateurs, et/ou dons offerts par la population à la divinité, ex-voto, etc.). D'ailleurs, on avait aussi coutume d'utiliser une annexe du temple d'Artémis pour la garde du numéraire déposé en gage (dépôt transitoire).
Le temple d’Éphèse a subi au cours du temps plusieurs incendies, et même un pillage des dépôts de valeur, à l'époque de la guerre entre la Perse et la Grèce, et on peut donc aussi imaginer que lors de l'incendie de ce célèbre temple, le jour de la naissance d'Alexandre le Grand, cet ouvrage autographique d'Héraclite a pu être détruit par le feu.

### Réception et influence de son œuvre
Assez rapidement, l'ouvrage d'Héraclite sera étudié et commenté. Tout comme le fera Euripide, et avant lui de nombreuses personnes sont venues au temple d'Artémis consulter le livre de Parménide. En outre, des érudits et des poètes tels Épicharme, ou Scythinos de Téos (connu pour avoir versifié l’œuvre d'Héraclite, selon Plutarque[pas clair]) vont contribuer à propager la renommée d'Héraclite.
Selon le témoignage de Diogène Laërce, on trouve plusieurs exégèses qui tentent d'expliquer et de faire connaître les thèses d'Héraclite. Antisthène (en Ionie ?) semble le plus ancien ; vient ensuite surtout Cratyle d'Athènes que fréquenta Platon, sans oublier un certain Diodote, grammairien qui, plus tardivement, avait interprété l'ouvrage d'Héraclite comme un traité à portée morale et politique où les descriptions cosmologiques n'étaient qu'illustrations allégoriques.
De son côté, Platon s'est moqué, dans le Théétète[Où ?] et le Cratyle[Où ?], de ces « héraclitéens d'Ionie » aussi obscurs que leur maître, qui mettaient en avant le mobilisme intégral d'Héraclite pour affirmer que toute interprétation de ses écrits était ambivalente. Pour Platon, il s'agissait d'obscurs interprètes de l'Obscur Héraclite, selon le surnom donné à Héraclite. En effet, ce livre incompris et oublié par l'histoire à partir du IVe siècle de l'ère moderne, valut très tôt à son auteur le qualificatif d'« Obscur », du fait de la difficulté à comprendre sa pensée difficile en raison d'une écriture sciemment énigmatique à la manière des oracles, ainsi que par l'abondance des formules volontairement paradoxales, à quoi s'ajoutait l'absence de toute ponctuation.
À ce propos, Aristote se plaint de ce que Héraclite ne respecte pas les règles de la ponctuation.

« Il faut d'une manière absolue bien lire ce qui est écrit, et bien le prononcer, ce qui revient au même. C'est là une chose que la multiplicité des conjonctions rend difficile, ainsi que les phrases qu'il n'est pas aisé de ponctuer, comme celles d'Héraclite (60) ; car la ponctuation, dans Héraclite, est tout un travail, parce qu'on ne voit pas à quel membre se rattache la conjonction, si c'est au précédent ou au suivant. Prenons pour exemple le début de son livre. Il s'exprime ainsi : "Cette raison qui existe toujours les hommes sont incapables de la comprendre." On ne voit pas clairement si c'est après toujours qu’il faut ponctuer. »

Toutefois, ce style semblait convenir à la profondeur de sa pensée ; en effet, Héraclite compare ses discours aux propos graves et inspirés de la Sibylle et aux oracles du dieu de Delphes. Ce ton oraculaire a été bien souvent mal perçu dans l'Antiquité, mais lorsque le lecteur s'en donne la peine, il y trouve non pas l'obscurité, mais au contraire de multiples interprétations possibles qui l'amènent au sens le plus profond de la philosophie. Il faut aussi considérer l'importance de cette dimension oraculaire pour la tradition patristique.

## Doctrine générale
La pensée d’Héraclite, parfois désignée sous le nom de mobilisme, s’oppose à Pythagore autant qu’à la pensée de Xénophane, et elle est l’extrême opposé de l’éléatisme, dont le principal représentant est Parménide. Pour ce dernier, l’unité de l’être rend impossible la déduction du devenir et de la multiplicité. Pour Héraclite, au contraire, l'être est éternellement en devenir : tout se meut sans cesse ; nulle chose ne demeure ce qu’elle est et tout passe en son contraire. Néanmoins, certains font d'Héraclite un disciple de Xénophane de Colophon, ou du pythagoricien Hippase de Métaponte, et Hippolyte de Rome le range parmi les pythagoriciens.
C'est ainsi que Héraclite écrit :

« Pour ceux qui entrent dans les mêmes fleuves affluent d'autres et d'autres eaux ; et certes, les âmes s'exhalent de l'humide. »

— Fragment 132 traduction Conche (cf. D.K. B12), in Arius Didyme, in Eusèbe de Césarée, Préparation évangélique, XV, 20, 2.
Tout devient tout, tout est tout. Ce qui vit meurt, ce qui est mort devient vivant : le courant de la génération et de la mort ne s'arrête jamais. Ce qui est visible devient invisible, ce qui est invisible devient visible ; le jour et la nuit sont une seule et même chose ; il n'y a pas de différence entre ce qui est utile et ce qui est nuisible ; le haut ne diffère pas du bas, le commencement ne diffère pas de la fin :

« La mer, eau la plus pure et la plus impure : pour les poissons bonne à boire et cause de vie, pour les hommes imbuvable et cause de mort. »

— Fragment 120 traduction Conche (cf. D.K. B61), in Hippolyte de Rome, Réfutation de toutes les hérésies, IX, 10, 5.

« Mariages (σύναψιες) : le tout et le non-tout, le convergent et le divergent, l'assonant et le dissonant, de toutes choses l'un et de l'un
toutes choses. (DK B 10) »

— Fragment 127 (cf. D.K. B10), in Pseudo-Aristote, Traité du Monde, 5, 396 b7 20-22.
Rien n'est donc plutôt ceci que cela, mais tout le devient. Les choses ne sont jamais achevées, mais sont continuellement créées par les forces qui s'écoulent dans les phénomènes. Les choses sont des assemblages de forces contraires, et le monde est un mélange qui doit sans cesse être remué pour qu'elles y apparaissent :

« La guerre est le père de toutes choses, de tous les rois ; et les uns, elle les porte à la lumière comme dieux, les autres comme hommes ; les uns, elle les fait esclaves, les autres, libres. »

— Fragment 129 traduction Conche (cf. D.K. B53), in Hippolyte de Rome, Réfutation de toutes les hérésies, IX, 9, 4.

### Le logos force et puissance d'action
Pour Héraclite, le terme logos renvoie à la fois à sa propre doctrine ainsi qu'à, et ceci en est le sens principal, la loi fondamentale, le principe de toutes choses qu'il s'agit de connaitre. Cette connaissance est la sagesse, et elle consiste à suivre l'Un :

« La loi et la sentence sont d’obéir à l’Un. »

— (Fragment 33, Clément d'Alexandrie, Stromates, V, 116)

« L’Un, qui seul est sage, veut et ne veut pas être appelé du nom de Zeus. »

— (Fragment 32, Clément d'Alexandrie, Stromates, V, 116)

« Cependant, bien qu'il soit commun à tous les hommes, ceux-ci ignorent ce logos comme s'ils avaient chacun une intelligence individuelle »

— (Fragment 2 (DK).

Et le fragment 1 précise : 

« Ce verbe, qui est vrai, est toujours incompris des hommes, soit avant qu’ils ne l’entendent, soit alors qu’ils l’entendent pour la première fois. Quoique toutes choses se fassent suivant ce verbe, ils ne semblent avoir aucune expérience de paroles et de faits tels que je les expose, distinguant leur nature et disant comme ils sont. Mais les autres hommes ne s’aperçoivent pas plus de ce qu’ils font étant éveillés, qu’ils ne se souviennent de ce qu’ils ont fait en dormant. »

— (Fragment 1, Sextus Empiricus, Contre les mathématiciens, VII, 133)
Il s'agit d'atteindre le réveil pour apercevoir ce Logos qui échappe à tout homme car masqué par notre stupidité. Il est l'instrument censé servir à la prise de conscience humaine. Ce thème du réveil, de la ressouvenance de l'appartenance de l'homme à un ordre dit cosmique est déjà présent chez Pythagore et sera repris, transformé, par Platon.
Quelle est plus précisément sa teneur ? On trouve d'abord les idées d'écoulement et de mobilité universelle, de la lutte nécessaire des contraires, harmonieux dans leur opposition même, de l'identité de ces mêmes contraires, et, en outre, un aspect surprenant, à savoir que le Logos est en même temps le feu.

### Cosmogonie

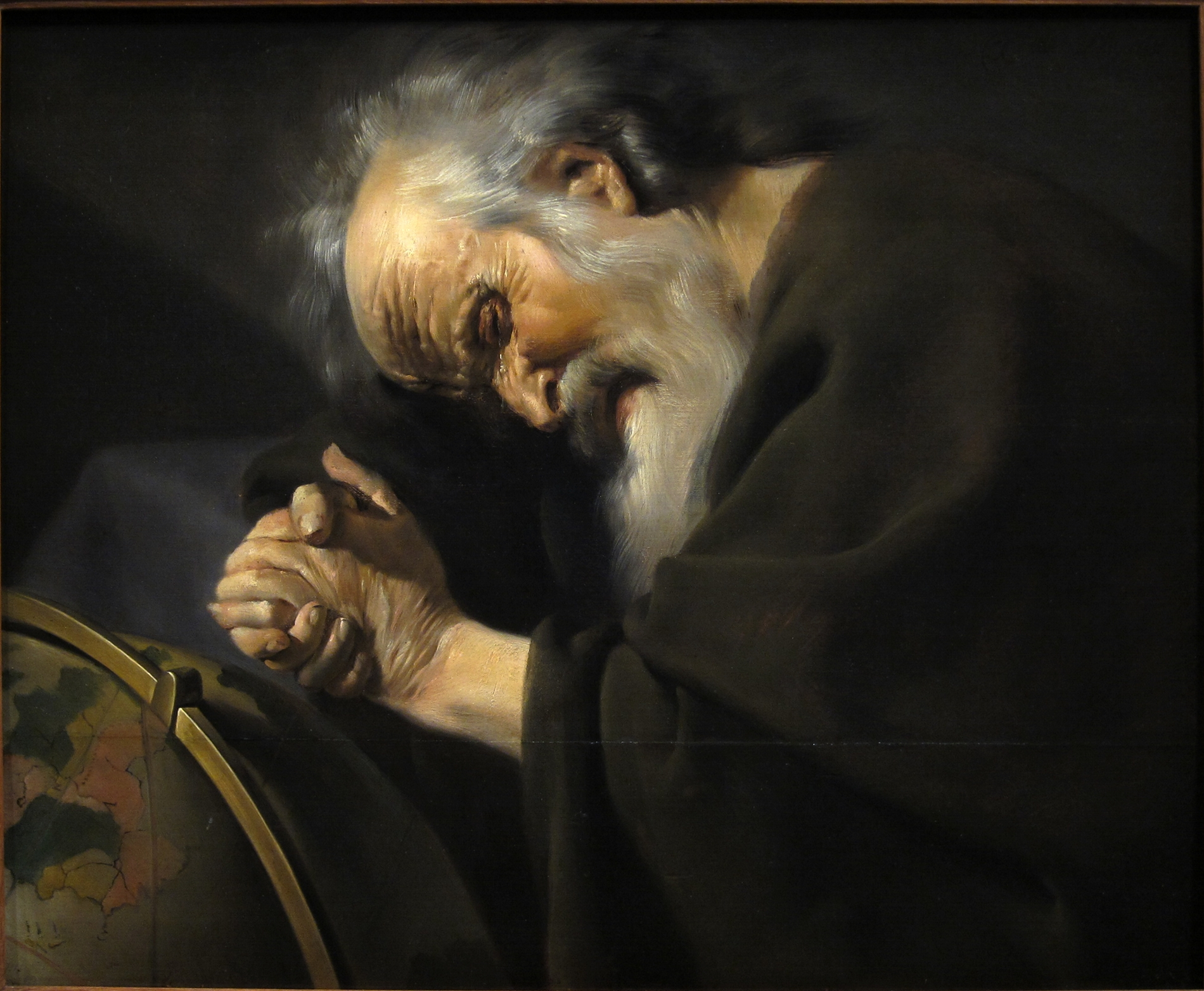
Johannes Moreelse, Héraclite, XVIIe siècle.

Le témoignage de Diogène Laërce, que l'on peut compléter par un autre provenant d'une source ancienne en langue arabe permettent d'avoir un résumé de la description synthétique et néanmoins systémique de sa cosmologie.
Le feu est le principe de toutes choses. Il est en soi un dieu selon Héraclite. Il est la réalité du mouvement, et l'état premier et dernier du cosmos à travers ses cycles :

« Ce monde a toujours été et il est et il sera un feu toujours vivant, s'alimentant avec mesure et s'éteignant avec mesure. »

— (Fragment 30, Clément d'Alexandrie, Stromates, V, 105)
Ce feu est une loi à laquelle on ne peut échapper : « Qui se cachera du feu qui ne se couche pas ? »
Selon le témoignage de cette doxographie arabe (sans doute tributaire de Plutarque traduit en syriaque) : « la création a un commencement, et le principe de ce(s) monde(s) est l'accord et le désaccord ».
Ce feu se transforme en se raréfiant ou en devenant plus dense, suivant des fluctuations périodiques qui suivent le destin. Ainsi le monde est-il éternel, mais créé et détruit selon un retour éternel. Cette partie de sa cosmogonie se retrouvera chez les stoïciens. Ce feu est aussi le logos universel, la raison commune à tous dont l'harmonie est le résultat des tensions et des oppositions qui constituent la réalité. Le devenir lui-même s'explique ainsi pour lui par la transformation des choses en leur contraire et par la lutte des éléments opposés. Cette connaissance du logos est pour lui toute la sagesse.
Dans sa description dynamique de notre monde ; il existe une "voie descendante" :
Le soleil a séparé tout ce qui est en elle d'humidité, puis l'a rassemblé sur elle < -même>, alors la mer est née. Ce que le soleil avait laissé de côté, il l'a pénétré au point de n'y laisser aucune humidité, d'où sont nés les pierres, les rochers, les montagnes. Ce en quoi le soleil n'a pas pénétré complètement, et dont toute l'humidité n'a pas été extraite, c'est la glèbe ou vase ».
À l'inverse, la "voie ascendante" :
la terre se liquéfie, d'elle nait l'eau, et de celle-ci les autres éléments, puis les exhalaisons au départ humides puis "claires" s'élèvent et viennent alimenter le feu solaire et les étoiles. C'est ce cycle perpétuel d'ascension et de descentes qui entretient le monde, selon un mécanisme dynamique d'échanges et d'inversions perpétuels que l'on on retrouve comme une inspiration dans d'autres fragments de son ouvrage (tel l'image de "l'écoulement du fleuve", les dualités en opposition dynamique).
Sa cosmologie est marquée par un écoulement des flux, mais qui s'équilibrent finalement pour garantir une sorte de permanence au monde. La tension entre les contraires (les deux rives qui s'opposent dans l'image du fleuve) génèrent l'écoulement constant des flux du monde (le fleuve). Héraclite en cela a une place très originale dans la pensée philosophique occidentale.
Avoir pensé que des contraires opposés statiques sont moteurs du mouvement perpétuel est bien un concept paradoxal mais novateur.
Concernant le Soleil et les étoiles fixes, la conception d'Héraclite est pour le moins étonnante. Il pensait en effet, selon sa logique conceptuelle de mouvement dynamique perpétuel, que ces astres chaque jour s'allumaient traversés par la voie ascendante pour s'éteindre traversés par la voie descendante chaque soir dans un cycle sans fin.
Par ailleurs, la doxographie présente dans une source arabe tardive précise « le ciel dans sa partie haute est sans étoiles, car ces astres en descendant vers le bas se rejoignent et forment une sorte d'anneau entourant la terre par migration selon le chemin descendant, puis ascendant du feu le plus pur ».
Concernant ses idées plus métaphysiques, Héraclite dit par ailleurs que notre âme est "humide", c'est-à-dire tombée dans l'élément opposé au feu, l'eau. Mais comme dit précédemment, le feu est une loi à laquelle on ne peut échapper car tout nait à travers lui, il est l'origine de tout sans être directement visible. (Feu condensé devient humidité, quand il est comprimé, l'eau. L'eau congelée devient terre, etc.).
La même doxographie arabe mentionne aussi : « les âmes mauvaises méritent un châtiment éternel (sic), pures et bonnes elles s'élèvent vers le feu le plus pur ».

#### Astronomie et résonance du système cosmologique d'Héraclite
- Si vous ne connaissez pas le sujet, laissez ce bandeau (vous pouvez alors contacter les auteurs).
- Si vous supprimez le contenu mis en cause (vous pouvez préalablement contacter les auteurs),

argumentez précisément cette suppression dans la page de discussion
(un manque de référence n'est pas un argument ; une recherche réelle de référence doit avoir été effectuée, être formellement documentée).
On peut se demander s'il n'y a pas des résonances entre le système cosmologique d'Héraclite et Artémis, la déesse tutélaire du temple d'Ephèse, ainsi qu'Apollon.
Héraclite a fait aussi part de ses observations sur les levers du Soleil, ainsi que les phases de la Lune en observateur assidu, comme le montre le Papyrus Oxyrhinchos LIII, 3710 : « À la jonction du mois, le croissant lunaire ne paraît pas trois jours de suite, la veille de la noémie ["noémie" semble correspondre à un jour spécifique (festif ?) du calendrier antique d'Ephèse et d'Ionie]. À la noémie le lendemain, il se métamorphose tantôt en moins de trois jours, tantôt en plus le croissant qui paraît le surlendemain (de la noémie) devient pleine lune le seizième jour (c'est-à-dire au bout de quatorze jours) Mais il rattrape le temps perdu au bout de treize jours. »
Il est étonnant de noter que la déesse Artémise, selon la tradition, est censée régner sur les mouvements et phases de la Lune. La tradition religieuse païenne précise que le puissance vitale et naturelle de la déesse suivait en intensité les phases ascendante et descendante de la Lune. Peut-on alors y voir un parallèle entre l'action divine d'Artémise selon un flux cyclique et le mouvement dynamique ascendant et descendant cyclique du système cosmogonique d'Héraclite ?
Comme souvent, les fragments d'Héraclite peuvent entrer en résonance avec de multiples concepts ou idées.
Par ailleurs on pourrait percevoir l'importance pour Héraclite du dieu Apollon agissant sur le monde.
Un fragment de l'œuvre de  Scythinos de Téos (dont l’œuvre est inspirée directement par Héraclite selon le témoignage d'Ariston de Céos), donne une description d'Apollon et de ses attributs qui n'est pas sans rappeler Héraclite : le Dieu préparant sa lyre et son arc solaire.
Par ailleurs, un fragment d'Héraclite mentionne l'Harmonie de l'Univers comme la tension de la lyre et de l'arc. Cette description parallèle ne semble pas une coïncidence.
Et elle permet le rapprochement de ces objets avec un Apollon, dieu insufflant l'action sur le monde par l'intermédiaire de flèches enflammées qu'il décoche sur celui-ci.
Aussi la cosmogonie d'Héraclite révèle-t-elle un penseur original et profond, ce que certains commentateurs anciens, ne comprenant pas ce concept dualiste source de la dynamique du Monde, n'ont pu que par méconnaissance le traiter d'"obscur".
Par ailleurs, ses thèses seront combattues par presque tous les philosophes dogmatiques, car elles nient le principe d'identité et abolissent le raisonnement purement logique. Par exemple, Platon reprend, sous l'influence de Cratyle, la thèse héraclitéenne d'un flux perpétuel, mais y ajoute sa théorie des Idées.

## Héraclite dans la culture populaire
Héraclite est cité à différentes reprises dans la bande dessinée Quai d'Orsay et le film qui en est tiré, lorsque le ministre des affaires étrangères cherche des idées pour ses discours.

### Doxographie
- Diogène Laërce (Marie-Odile Goulet-Cazé, dir.), Vie et doctrines des philosophes illustres, Paris, Le Livre de poche, coll. « La Pochothèque », 1999, 1398 p. (ISBN 978-2-253-13241-7), p. 1047-1059 (trad. et notes par Jacques Brunschwig).

### Texte et traductions
- (de) Die Fragmente der Vorsokratiker, éd. H. Diels, W. Kranz, Berlin, Weidmann, 1960-1961, 10e éd., 3 vol. Texte grec.
- (en) Miroslav Marcovich (Ed. + transl.), Heraclitus. Greek text with a short commentary, Sankt Augustin, Academia Vlg., 2001, XXXVI, 680 (présentation en ligne)

#### Traduction commentées (*bilingues ou non)
- * Jean Bollack, Heinz Wismann, Héraclite ou la séparation, Paris, Minuit, coll. « Le Sens Commun », 2004 (1re éd. 1972), 408 p. (ISBN 978-2-707-30385-1, présentation en ligne)
- * Marcel Conche (trad. du grec ancien), Fragments recomposés : présentés dans un ordre rationnel, Paris, PUF, 2017, 160 p. (ISBN 978-2-130-79288-8)
- * Fragments (trad. du grec ancien, Introduction par Marcel Conche), Paris, PUF, coll. « Épiméthée », 2011 (5e éd.) (1re éd. 1986), 496 p. (ISBN 978-2-130-58946-4)
- * Marc Froment-Meurice, Héraclite l'Obscur. Fragments du même, Paris, Galilée, coll. « La philosophie en effet », 2020, 230 p. (ISBN 978-2-718-60998-0)
- Linda Rasoamanana (trad. du grec ancien, préf. Yves Battistini), Éclats d'horizon. 150 fragments d'Héraclite d'Éphèse, Nantes, Amalthée, coll. « Philosophie », 2007, 146 p. (ISBN 978-2-350-27598-7)
- Fragments [Citations et témoignages] (trad. introd. notes et bibliographie par Jean-François Pradeau), Paris, Flammarion, coll. « GF », 2018 (nouvelle édition; bibliographie mise à jour) (1re éd. 2002), 374 p. (ISBN 978-2-081-42155-4)
- (grc) Les fragments d'Héraclite (trad. du grec ancien par et commentaires par Roger Munier), Saint-Clément, Fata Morgana, coll. « Les Immémoriaux », 2021 (1re éd. 1991), 120 p. (ISBN 978-2-377-92017-4)
- Fragments (trad. et commentaires d'Abel Jeannière), Paris, Aubier, coll. « Philosophie de l'esprit », 1985 (3e éd., revue et augmentée), 125 p. (ISBN 2-700-73098-4)

#### Traductions en ligne
- « Héraclite d'Ephèse » (commentaire et traduction) in Paul Tannery, Pour l'histoire de la pensée hellénique, Paris, F. Alcan, 1887 [lire en ligne (page consultée le 26 janvier 2021)]
- Jean-Claude Angelini (trad. et notes), « 143 Fragments », sur citations-antiques.com, 2014 (consulté le 26 janvier 2022), 2014. lire en ligne

#### Traductions dans des ouvrages regroupant d'autres auteurs
- Jean-Paul Dumont (dir.) et al., Les Présocratiques, Paris, Éditions Gallimard, coll. « Bibliothèque de la Pléiade », 1988, 1680 p. (ISBN 978-2-070-11139-8)
- Jean-Paul Dumont (dir.) et al., Les Écoles présocratiques, Paris, Éditions Gallimard, coll. « Folio Essais », 1991, 1024 p. (ISBN 978-2-070-32610-5)Éd. de poche de l'édition de la Pléiade
- Les débuts de la philosophie. Des premiers penseurs à Socrate (trad. du grec ancien, Textes édités, réunis et traduits par André Laks et Glenn W. Most), Paris, Fayard, 2016, 1672 p. (ISBN 978-2-213-63753-2, présentation en ligne)

### Études
- Kostas Axelos, Héraclite et la philosophie. La Première Saisie de l'être en devenir de la totalité, Paris, Minuit, coll. « Arguments », 1992 (1re éd. 1962), 275 p. (ISBN 2-707-30295-3, présentation en ligne)
- Yves Battistini, Trois présocratiques. Héraclite, Parménide, Empédocle, précédé de Héraclite d'Éphèse par René Char, Paris, Gallimard,, coll. « TEL », 1988, 190 p. (ISBN 978-2-070-71449-0)
- Jean-Pierre Bernard, L'Univers d'Héraclite, Paris, Belin, 2000, 317 p. (ISBN 978-2-701-12055-3)
- (zh) Jean-François Billeter (trad. du chinois), Héraclite, le sujet, Paris, Allia, 2022, 75 p. (ISBN 979-1-030-41512-4)
- Cornelius Castoriadis (texte établi, présenté et annoté par Enrique Escobar, Myrto Gondicas et Pascal Vernay, précédé de « Castoriadis et la Grèce ancienne » par Pierre Vidal-Naquet), Ce qui fait la Grèce. D'Homère à Héraclite : séminaires 1982-1983, Paris, Éditions du Seuil, coll. « La couleur des idées », 2004, 288 p. (ISBN 978-2-020-63251-5), p. 225-246
- (en) Roman Dilcher, Studies in Heraclitus, Hildesheim, Georg Olms Verlag, 1995, 207 p. (ISBN 3-487-09986-1, présentation en ligne)
- Michel Fattal, Paroles et actes chez Héraclite. Sur les fondements théoriques de l'action morale, Paris, Éditions L'Harmattan, coll. « Ouverture Philosophique », 2011, 76 p. (ISBN 978-2-296-55666-9, lire en ligne)
- Françoise Joukovsky, Le Feu et le Fleuve. Héraclite et la Renaissance française, Genève, Librairie Droz, coll. « Travaux d'humanisme et Renaissance », 1991, 152 p. (présentation en ligne)
- Martin Heidegger, Eugen Fink (trad. de l'allemand), Héraclite. Séminaire du semestre d'hiver (1966-1967), Paris, Éditions Gallimard, coll. « TEL », 2017, 272 p. (ISBN 978-2-072-70942-5)
- Jean Lévêque, La Trilogie. Parménide, Héraclite, Gorgias, Bordeaux, Osiris, 1994, 99 p. (ISBN 978-2-905-46027-1)
- Steve Girard, Héraclite une lecture, Québec, Akmè, 2022, 114 p.
- Jean Lévêque, Le Retrait et la nuit dans la tradition philosophique. Cours 5 1987-1988, Bordeaux, Osiris, 1994, 100 p.
- Friedrich Nietzsche, La Philosophie à l'époque tragique des Grecs, Paris, Éditions Gallimard, coll. « Folio », 1990, 256 p. (ISBN 978-2-070-32522-1), v. chap. 5 à 9
- Clémence Ramnoux, Héraclite ou l'homme entre les choses et les mots, Paris, Les Belles Lettres, 1968 (2e éd. augmentée et corrigée) (1re éd. 1958), XIX, 465 (présentation en ligne)
- Eduard Zeller (trad. de l'allemand par Émile Boutroux), La Philosophie des Grecs considérée dans son développement historique (1844-1852), vol. II, Paris, Hachette, 1882, 560 p. (lire en ligne), p. 98-198

#### Articles et chapitres d'ouvrages
- René Char, Fureur et mystère, Paris, Éditions Gallimard, coll. « Poésie/Gallimard », 1967, 219 p. (ISBN 978-2-070-30065-5), « Partage Formel », notamment IX (p. 67) et XVII (p. 69)
- René Char, Œuvres complètes, Paris, Éditions Gallimard, coll. « Bibliothèque de la Pléiade », 1983, 1525 p. (ISBN 978-2-070-11065-0), p. 720, « Héraclite d’Éphèse »
- Michel Fattal, « Le Logos d'Héraclite : un essai de traduction », Revue des études grecques, vol. 99, nos 470-471,‎ 1986, p. 142–152 (lire en ligne)
- Serge Mouraviev, « Héraclite d'Éphèse », dans Richard Goulet (Dir.), Dictionnaire des philosophes antiques, vol. III, Paris, CNRS Éditions, 2000, 1071 p., p. 573–617

#### Commentaires spirituels
- (grc) Jean Bouchart d'Orval (trad. du grec ancien, traduction et commentaires - avec texte grec), Héraclite. La lumière de l'obscur, Gordes, Éditions du Relié « Prétextes, 2007 (1re éd. 1997), 235 p. (ISBN 978-2-354-90001-4)
- Osho, L'Harmonie Invisible. Les fragments d'Héraclite, Savigny(CH), Almasta, 2015 (1re éd. 1996), 184 p. (ISBN 978-2-940-09537-7)
- Shri Aurobindo (trad. par J. Bonarjee et Jean Herbert), De la Grèce à l'Inde, Paris, Éditions Albin Michel, coll. « Spiritualités vivantes », 1976, 176 p. (ISBN 978-2-226-00389-8), « Héraclite » (première partie)